# 777사령부
777사령부(七七七司令部, Defense Security Agency(DSA), 별명: 쓰리세븐부대)는 대한민국 국방부 국방정보본부 예하의 기능사령부로 본부는 경기도 성남시에 위치하고 있다. 통신 감청을 통한 대북 첩보를 수집하며 보안을 극도로 중시하는 군 정보기관의 특성상 알려진 정보가 매우 적다.

## 역사
1956년 1월 10일, 한국과 미국은 한미정보공유협정을 체결하고 3월 27일에 서울 종로구 삼청동에 777부대를 창설했다. 당시 규모는 200명의 부대원에 불과했다. 1959년, 용산구 이태원으로 본부를 이전한 후 1979년, 경기도 성남시로 본부를 다시 이전하여 현재에 이르고 있으며 각시마다 지사를두고 장소는 2급 기밀이다.
2014년, 한국군은 272억원을 투자해 777사령부에 슈퍼 컴퓨터를 도입했다. 이로써 북한의 미사일 탐지 능력이 더 향상됐다. 국방부는 슈퍼컴퓨터를 도입하기 위해 2013년 9월부터 3개월간 서울대에 사업추진방법 등 연구용역을 맡겼다.

## 국가안보국
미국 국가안보국(NSA)은 한국에 SUSLAK(Special U.S. Liaison Advisor-Korea)으로 알려진 거점을 갖춰놓았다. SUSLAK은 777부대와 함께 일하는 것으로 알려졌다.

## 사건 및 사고
- 2019년 1월 11일 - 777사령관이 부하 여직원에 대한 강제추행죄와 직권남용죄 의혹을 받고 보직에서 해임되었다.[4]
- 2020년 7월 30일 - 777사령부의 예하 부대에서 코로나19 확진자가 발생했다.[5]
- 2020년 9월 26일 - 연평도 해역 공무원 피격 사망 사건과 관련하여 당시 북한군의 교신을 감청하는 것에 대해 이슈가 되었다.[6]

## 같이 보기
- 미국 국가안보국 (NSA)
- 정부통신본부 (영국, GCHQ)
- 파인 갭 (호주)
- 국군정보사령부